# Prosopis
Neltuma es un género de cerca de 45 especies de leguminosas en forma de árboles o arbustos espinosos, de regiones subtropicales y tropicales de América, África y el sudoeste de Asia. Prosperan en suelo árido y resisten sequías, desarrollando sistemas radiculares extremadamente profundos. Su madera es dura, densa y durable. Sus frutos son legumbres y pueden tener alta concentración de azúcar. La mayoría de Neltuma son especialmente resistentes a la salinidad y dado que estos terrenos aumentan sin cesar por una descuidada irrigación, son unos buenos candidatos para aprovechar esta clase de terrenos.

## Taxonomía
El género  fue descrito por Carlos Linneo y publicado en Systema Naturae, ed. 12 2: 282, 293. 1767.
Etimología
Prosopis: nombre genérico otorgado en griego para la bardana, pero se desconoce por qué se aplica a esta planta.

## Especies
Algunas especies del género son:
- Especies de África:
  - Prosopis africana
  - Prosopis farcta (en peligro de extinción[cita requerida])

- Especies de América:
  - Especies sudamericanas, especies de la Llanura chacopampeana y zonas aledañas:
    - Prosopis abbreviata - tornillo, algarrobillo espinoso
    - Prosopis affinis - ñandubay
    - Prosopis alba - Ibope-pará, ibopé morotí, ibopé, Igopé, tacko-yúraj, yana-tacu, pata, algarrobo blanco
      - Prosopis alba var. panta - algarrobo panta

    - Prosopis alpataco - alpataco
    - Prosopis caldenia - caldén
    - Prosopis chilensis - algarrobo chileno, algarrobo blanco (en Argentina y Perú)
    - Prosopis fiebrigii
    - Prosopis flexuosa - algarrobo dulce, algarrobo negro
    - Prosopis hassleri
    - Prosopis kuntzei - itín, palo mataco
    - Prosopis nigra - algarrobo negro
    - Prosopis pallida - huarango
    - Prosopis rojasiana
    - Prosopis ruscifolia - vinal o viñal
    - Prosopis tamarugo - tamarugo

- - Mezquites, especies del sudeste de EE. UU., y de México:
    - Prosopis glandulosa - mezquite dulce
    - Prosopis juliflora
    - Prosopis pubescens - mezquite screwbean
    - Prosopis strombulifera - mezquite creeping
    - Prosopis velutina - mezquite aterciopelado
    - Prosopis laevigata
    - Prosopis reptans
    - Prosopis articulata
    - Prosopis tamaulipana
    - Prosopis palmeri

- Especies de Asia (de la India, principalmente Rajastán, de Siria y de Irak):
  - Prosopis cineraria - khejri, jand, sangri, kandi

- Prosopis calingastana
- Prosopis campestris
- Prosopis elata
- Prosopis humilis